# Ruptures et Compagnie
Pour plus de détails, voir Fiche technique et Distribution.
Ruptures et Compagnie est un film néo-zélandais réalisé par Jackie van Beek (en) et Madeleine Sami sorti en 2018.

## Synopsis
Jen et Mel, deux amies de longue date, sont les gérantes d'une entreprise qui met fin à n'importe quelle relation amoureuse mais les choses dérapent lorsque l'une d'elles se retrouve émotionnellement impliquée.

## Fiche technique
Sauf indication contraire, les informations mentionnées dans cette section peuvent être confirmées par la base de données cinématographiques IMDb,  présente dans la section « Liens externes ».
- Titre original : The Breaker Upperers
- Réalisation : Jackie van Beek (en) et Madeleine Sami
- Scénario : Jackie van Beek et Madeleine Sami
- Décors : Leah Mizrahi
- Costumes : Jane Bucknell
- Photographie : Ginny Loane
- Montage : Tom Eagles
- Musique : Toby Llyod
- Production : Georgina Allison Condor, Ainsley Gardiner et Carthew Neal

Producteur délégué : Taika Waititi
Producteur associé : Sarah Cook
- Sociétés de production : Piki Films, Miss Conception Film
- Société de distribution : Netflix
- Pays d'origine :  Nouvelle-Zélande
- Langue originale : anglais
- Format : couleur
- Genre : humoristique
- Durée : 90 minutes
- Dates de sortie :
  - Nouvelle-Zélande : 3 mai 2018
  - Australie : 26 juillet 2018
  - Mondial : 15 février 2019 (sur Netflix)
  - Adaptation française (doublage) : Jennifer Grossi-Brandière

## Distribution
- Madeleine Sami (VF : Nathalie Karsenti) : Mel
- Jackie van Beek (en) (VF : Aurore Bonjour) : Jen
- James Rolleston (en) (VF : Jim Redler) : Jordan
- Celia Pacquola (en) (VF : Natacha Muller) : Anna
- Ana Scotney (VF : Camille Donda) : Sepa
- Rima Te Wiata (en) : Shona
- Carl Bland : Graham
- Brett O'Gorman (VF : Rémi Caillebot) : Stan
- Cohen Holloway (VF : Olivier Chauvel) : Joe

## Accueil
Le film obtient un score de 89% sur le site Rotten Tomatoes sur la base de 37 critiques collectées.
Au 13 juin 2018, le film a rapporté 1,7 million de dollars au box-office néo-zélandais.

## Sources
1. ↑  (en) « The Breaker Upperers (2018) » (consulté le 18 février 2019)
2. ↑  (en) « Netflix makes deal to buy New Zealand film The Breaker Upperers », sur Stuff (consulté le 18 février 2019)